# 21 Grandes Sucessos
21 Grandes Sucessos é uma coletânea do grupo Turma do Balão Mágico, lançada em 2000. Trata-se da terceira compilação do grupo e reúne canções dos álbuns de estúdio lançados pela primeira formação (1982-1986), a formação que viria a se chamar A Nova turma do Balão Mágico (1988 -1990) e da dupla Jairzinho e Simony, dois dos integrantes da primeira formação do grupo que lançaram um álbum em 1987.

## Informações
O álbum faz parte da série "XXI VINTEUM Os Maiores Sucessos Do Século" da Sony Music, coleção que reunia sucessos dos artistas do catálogo da gravadora e como o nome da série dá a entender, são 21 faixas em cada uma das edições lançadas em CD. Como nenhum dos álbuns do grupo foi lançado em CD, a coletânea foi uma ótima oportunidade para os fãs que queriam ter as canções de sucesso reunidas no formato. 

## Conteúdo
A Turma do Balão Mágico, primeiro álbum do grupo, que vendeu mais de 600 mil cópias, aparece representado por 7 canções: "Baile dos Passarinhos", A Galinha Magricela, Tem Gato na Tuba, Upa, Upa!, Charleston, Co-co-uá e O Trenzinho. Do segundo álbum, lançado em 1983, foram retiradas as faixas: Superfantástico, Ursinho Pimpão, Ai Meu Nariz! e Mãe-Iê. O álbum de 1984, o mais bem sucedido da carreira do grupo, com um milhão e meio de cópias vendidas, aparece com Amigos Do Peito, Se Enamora, Dia Dos Pais, Bombom e Dia de Festa. Apenas uma faixa foi retirada dos álbuns de 1985  e 1986: Tic Tac e Menina, respectivamente. Além das canções da formação original do grupo, outras duas canções vieram da formação da Turma do Balão Mágico de 1988,, sendo elas: "Meninos e Meninas", do álbum A Nova Turma do Balão Mágico e "Quem não Sabe Assoviar", do lançamento do grupo de 1990.
A faixa que encerra o álbum é "Coração de Papelão" e embora ela não pertença a nenhum álbum do grupo é cantada pela dupla Jairzinho e Simony, no álbum lançado por eles em 1987, que vendeu mais de 600 mil cópias. A faixa é uma versão da canção "Puppy Love" do cantor Donny Osmond.

## Faixas
- Créditos adaptados do encarte do CD 21 Grandes Sucessos[9]

| N.º | Título                                                            | Compositor(es)                                                    | Participação                                                             | Duração |  |
| 1.  | "Superfantástico" (Super Fantastico)                              | Ignacio Ballesteros, Difelisatti, Edgard Poças                    | Djavan                                                                   | 3:13    |  |
| 2.  | "Tem Gato Na Tuba"                                                | João de Barro, Alberto Ribeiro                                    |                                                                          |         |  |
| 3.  | "Amigos Do Peito" (Somos Amigos)                                  | Erik Vonn, Memo Mendez Guiu, Edgard Poças                         | Fábio Junior                                                             | 3:45    |  |
| 4.  | "A Galinha Magricela" (La Gallina Papanatas)                      | Monreal, Edgard Poças                                             |                                                                          | 2:45    |  |
| 5.  | "Charleston" (O Charleston)                                       | Cecil Mack, Jimmy Johnson, Edgard Poças                           |                                                                          |         |  |
| 6.  | "Baile Dos Passarinhos" (Tchip Tchip - El Baile De Los Pajaritos) | Werner Thomas/Terry Rendall/Vrs. Edgard Poças                     | Jane Duboc                                                               | 3:11    |  |
| 7.  | "Ursinho Pimpão" (Mi Osito Pelón)                                 | Landa, Cruz, Edgard Poças                                         |                                                                          | 3:28    |  |
| 8.  | "Dia Dos Pais" (Mi Amigo Felix)                                   | Diego, Araújo, Edgard Poças                                       |                                                                          | 3:31    |  |
| 9.  | "Co-Co-Uá"                                                        | Bartoli, Edgard Poças                                             |                                                                          | 2:42    |  |
| 10. | "Menina"                                                          | Guilherme Arantes, Edgard Poças                                   | Leo Jaime                                                                |         |  |
| 11. | "Quem Não Sabe Assoviar" (Just Walkin' In The Rain)               | J. Bragg, R. S. Rilley, Edgard Poças                              |                                                                          |         |  |
| 12. | "Tic Tac" (Cuchichi)                                              | Moslener, Dostal, Ball, Edgard Poças                              | (Cascatinha, personagem criado e interpretado pelo comediante Castrinho) | 3:52    |  |
| 13. | "Se Enamora" (E' L' amore)                                        | Garofalo, Monti, Vicenzo Giuffré, Giannino Gastaldo, Edgard Poças |                                                                          | 3:00    |  |
| 14. | "Ai Meu Nariz!" (Tengo Un Grano En La Mariz)                      | Alvarez, Bermúdez, Edgard Poças                                   |                                                                          | 3:10    |  |
| 15. | "Meninos E Meninas" (Pippi Longstocking)                          | M. Segal, H. Sehock, Edgard Poças                                 |                                                                          |         |  |
| 16. | "Bombom" (Maria Isabel)                                           | L. Moreno, J. Moreno, Edgard Poças                                |                                                                          | 3:17    |  |
| 17. | "Mãe-Iê"                                                          | Oswaldo Nunes, Celso Castro                                       |                                                                          | 2:42    |  |
| 18. | "Dia de Festa"                                                    | Dalto, Cláudio Rabello, Paulo Ferro                               | (Fofão, personagem criado e interpretado pelo ator Orival Pessini)       | 2:49    |  |
| 19. | "Upa!Upa!" (Meu Trolinho)                                         | Ary Barroso                                                       |                                                                          | 1:59    |  |
| 20. | "O Trenzinho" (Cin Cin Pon Pon)                                   | A. Gorassini, A. Baroncini, Edgard Poças                          |                                                                          | 3:07    |  |
| 21. | "Coração de Papelão" (Puppy Love)                                 | Paul Anka, Edgard Poças                                           |                                                                          | 3:42    |  |